# Festividades de Portugalete
La noble villa de Portugalete provincia de Vizcaya, España. Celebra a lo largo del año diversas festividades.

## Carnavales
Se celebran en el mes de febrero. Es interesante ver el Desfile que se hace por las calles de la Villa. En miércoles de ceniza es tradicional el Entierro de la Sardina único en el País Vasco[cita requerida]. En el mismo, un grupo de arrantzales vestidos con sus trajes amarillos de agua y sus bitxeros, y siguiendo la luz de un farol, escoltan al son del repicar de una campana el ataúd de la sardina. Durante el desarrollo del mismo se entona la canción El entierro de la Sardina (canción de origen popular).

## Fiestas de San Antonio
Las Fiestas de San Antonio se celebran en el barrio de Buenavista a principios del mes de junio, teniendo como día grande el día 13 de junio, festividad de San Antonio de Padua.

## Fiesta en honor a la Virgen de la Guía
Se celebra el 1 de julio en el Casco Viejo de la localidad organizado por Berriztasuna Dantza Taldea.

## Fiestas de San Cristóbal
Las Fiestas de San Cristóbal son las más antiguas del municipio, se celebran en el barrio de Repélega-Errepelega durante la primera semana del mes de julio, teniendo como día grande el día 10 de julio, festividad de San Cristóbal, con la tradicional bendición de vehículos.

## Festival Internacional de Folclore y festividad de Santiago Apóstol
El Festival Internacional de Folclore de Portugalete tiene lugar a mediados del mes de julio, coincidiendo con la festividad de Santiago Apóstol (25 de julio).

## Fiestas de San Roque
Coincidiendo con el día de San Roque tienen lugar las fiestas más populares del municipio. Se celebran del 14 al 17 de agosto.

## Fiesta de San Nicolás
La Fiesta de San Nicolás se celebra el 4 de septiembre. La Cofradía de San Nicolás fue creada en el siglo XVII, bajo la advocación de San Nicolás y San Telmo. Es una de las fiestas más populares. El pueblo realiza un delicioso Marmitako en las txosnas que se ubican en la Plaza de la Canilla, cerca del Puente Colgante. Posteriormente, sobre las 17:00 horas, da comienzo la tradicional cucaña en el Muelle Viejo.

## Fiesta de la Exaltación de la Cruz
La Fiesta de la Cruz es una de las más antiguas que se recuerdan en la villa. Al igual que hoy es el grupo Gaurko Gazteak quien se encarga de dar realce a la fiesta desde el año 1974, antiguamente, allá por los siglo XVI y XVII, lo era la Cofradía de la Vera Cruz. El municipio fomentaba en aquella época la devolución a la invención de la cruz, que se celebraba el 3 de mayo y el 14 de septiembre, pagando los gastos de la fiesta, donde no podía faltar además del predicador de la iglesia, la música txistulari (tamborilero), los fuegos y cohetes (txupines) y los toros.
El 3 de mayo era también la fiesta del Santo Cristo del Portal, cuya ermita hasta su desaparición hace un siglo, estaba en la parte alta de La Plazuela del Cristo y cuyas celebraciones religiosas y festejos populares eran de gran importancia en la villa dada la gran devoción de dicho Cristo entre la gente del mar. Desde 1718 la citada Cofradía de la Vera Cruz se encargó de la gestión de la ermita y de las Fiestas de la Cruz; por lo que es de suponer que de entonces procede la costumbre que mantuvieron los txistularis municipales hasta hace años de amenizar con diana y pasacalles los domingos que denominaban de cruz a cruz.
Si con la llegada del siglo XX la devoción religiosa fue desapareciendo, no lo fue la festiva y así en el programa de fiestas de 1913 para el 15 de septiembre, se anunciaba para todo el día "esplendida iluminación a la veneciana". Igualmente por la noche había una bonita romería amenizada por las bandas municipales de música y tamborileros, piano de manubrio y corros de ciego. Durante el siglo pasado estas fiestas sufrieron diversas vicisiudes, con su decaimiento tras la desaparición de la ermita y el traslado a la Calle Cruz, nombre del "Callejón" de la Calle Maestro Zubelda donde antes de la guerra tenía su cuartel la Guardia Civil y su implantación definitiva en la Plaza de la Ranchería, bajo el impulso de Ignacio Izaga.

## Fiestas del barrio de Aceta
Se celebran en octubre. Generalmente coinciden con El Pilar pero se pueden adelantar un fin de semana. Actualmente, se centran en actividades infantiles organizadas por el Club de Tiempo Libre Ekaitz, aunque también se puede disfrutar de conciertos de la banda municipal, concurso gastronómico (paellas, marmitako), verbena, vaquillas de Gorriti y trompas con Amancio. Cabe resaltar su campeonato de futbito que durante años ha sido el centro de la fiesta. La asociación de vecinos de Aceta (Herrikoi) organiza las fiestas. 
La peña The Braulios, fundada en 1989, ambienta y ameniza con su presencia estas entrañables fiestas. Sus camisetas rosas con ratman en la espalda son fáciles de ver y anuncian el inicio de un día de sana convivencia. Personajes como Carlos, Mae, Fantax, Juanfran (Ore par txu), Rober, Fede, Gaspa, George (Ore par guan), Txus, Txape, Tximbo, Díaz, Perfect y Moisesin serán los encargados de hacer este día inolvidable.

## Fiestas navideñas
En dichas fiestas es tradicional la celebración de dos conciertos musicales. La tarde de Nochebuena (24 de diciembre) el Olentzero vendrá a Portugalete donde desfilará por las calles de la Villa. 
También crea expectación la cabalgata de los Reyes Magos, después de dicho desfile SM los Reyes Magos recibirán a los niños para que éstos puedan entregarles su carta. Durante las fiestas, el ayuntamiento organiza actividades para los niños.
- Datos: Q5861393